# Künkelstraße 9 (Mönchengladbach)

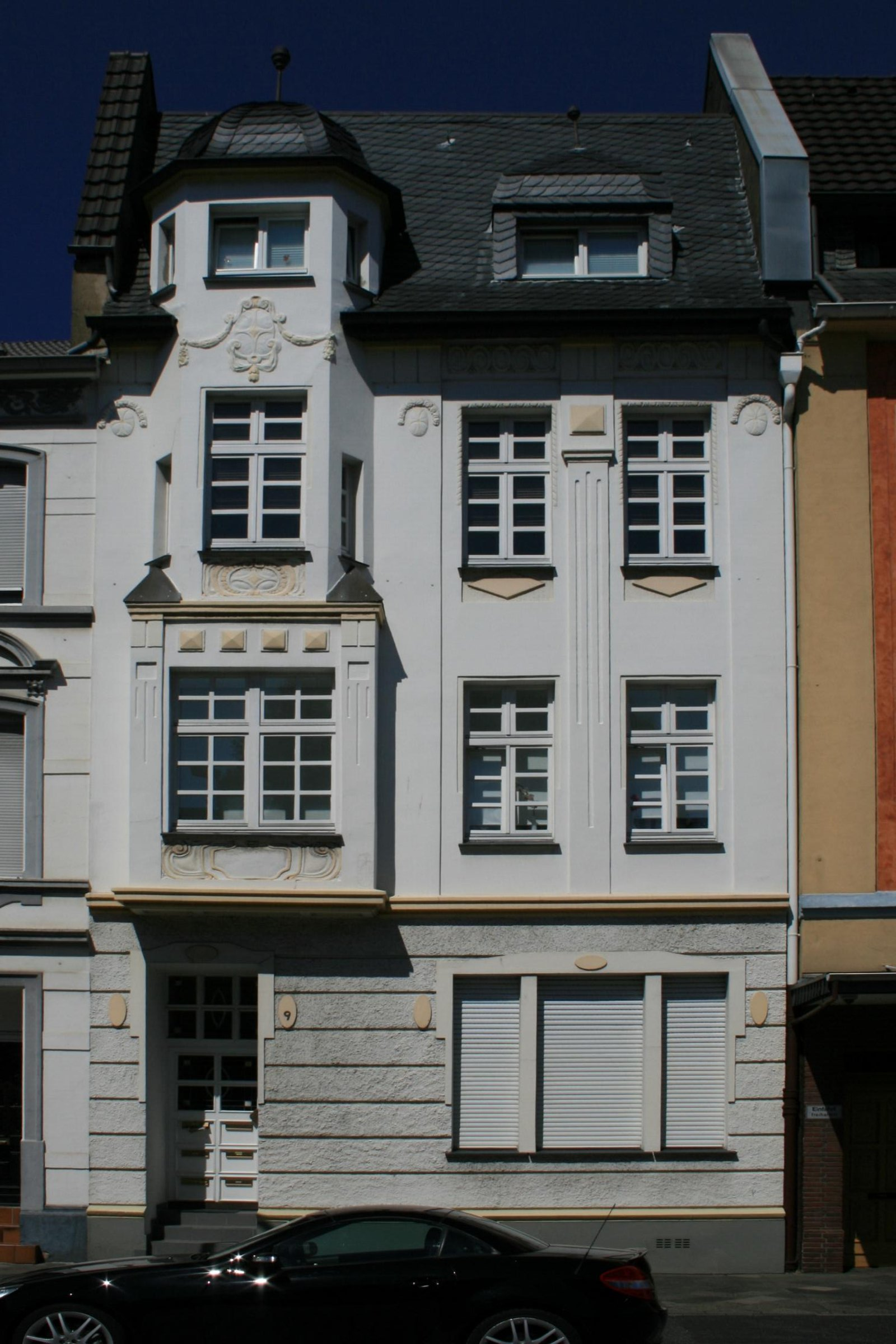
Wohnhaus (2010)

Das Wohnhaus Künkelstraße 9 steht in Mönchengladbach (Nordrhein-Westfalen).
Das Gebäude wurde nach 1910 erbaut. Es wurde unter Nr. K 039  am 26. Januar 1989 in die Denkmalliste der Stadt Mönchengladbach eingetragen.

## Architektur
Das Wohnhaus stammt aus der Zeit nach 1910 und ist dreigeschossig und traufständig mit drei Fensterachsen, von denen die linke über dem Eingang durch einen flachen Erker betont wird, der sich vor dem Mansarddach als Dacherker fortsetzt.
Das Wohnhaus diente ursprünglich als Mietshaus für Arbeiter (Nach dem Adressbuch von 1914; Fabrikarbeiter, Hilfsarbeiter, Tagelöhner, Webermeister).